# Jean-Pierre Guillon
Jean-Pierre Guillon   (Argenvilliers, 25 de gener de 1930 - Argenteuil, 4 de gener de 1982) és un atleta francès, especialista en curses de velocitat, que va competir durant les dècades de 1940 i 1950.
En el seu palmarès destaca una medalla de plata en els 4x100 metres al Campionat d'Europa d'atletisme de 1950. Formà equip amb Étienne Bally, Jacques Perlot i Yves Camus. També guanyà el campionat nacional dels 200 metres de 1953.

## Millors marques
- 100 metres. 10.8" (1950)
- 200 metres. 21.6" (1949)[4]